# Svábhegy
Svábhegy Budapest egyik városrésze a XII. kerületben. Nevét a Sváb-hegy kiemelkedése után kapta, amelyen a városrész elterül.

## Fekvése
Határai: Béla király út az Alkony úttól – Költő utca – Hangya utca – Mártonhegyi út – Karthauzi utca – Fülemile út – Hegyhát út – Kázmér út – Sötétvágás utca – Konkoly-Thege Miklós út – Jánoshegyi út – a 225. sz. régi határjeltől keleti irányba, a Kossuth emlékműig vezető turistaút – Mátyás király út – Alkony utca a Béla király útig.

## Története
A városrész neve (akárcsak  a Kissvábhegy) arra emlékeztet, hogy Buda visszavívásakor, 1686. szeptember 2-án a sváb tüzérség innen adta meg a jelet a végső rohamra.
Döbrentei Gábor 1847. évi dűlőkeresztelője alkalmával Istenhegynek nevezte el, ám ezt később az alatta fekvő területre értették.
A hegy neve 1950 és 1991 között Szabadság-hegy volt.

## Nevezetességei
Itt található az MTA Csillagászati és Földtudományi Kutatóközpont Konkoly-Thege Miklós Csillagászati Intézete, amelyet a második világháború előtt leginkább „Svábhegyi csillagvizsgáló” néven emlegettek.
Szintén nevezetességnek tekinthető a helyi református templom is.

## Érdekesség
2022 óta nevét viseli az 566631 Svábhegy kisbolygó.

## Galéria

A Széchenyi emlékmű 1900 körül
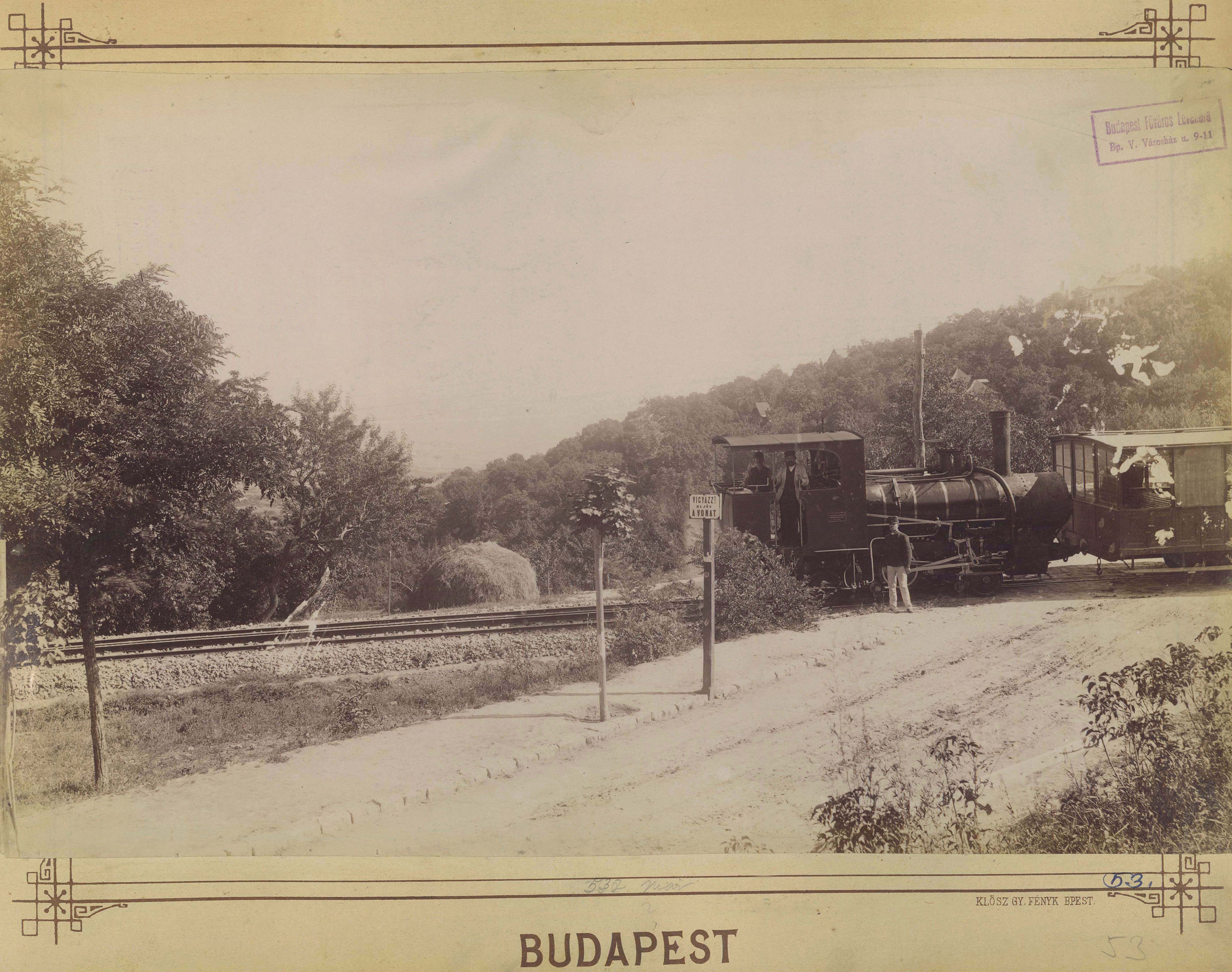
A fogaskerekű vasút 1896-ban
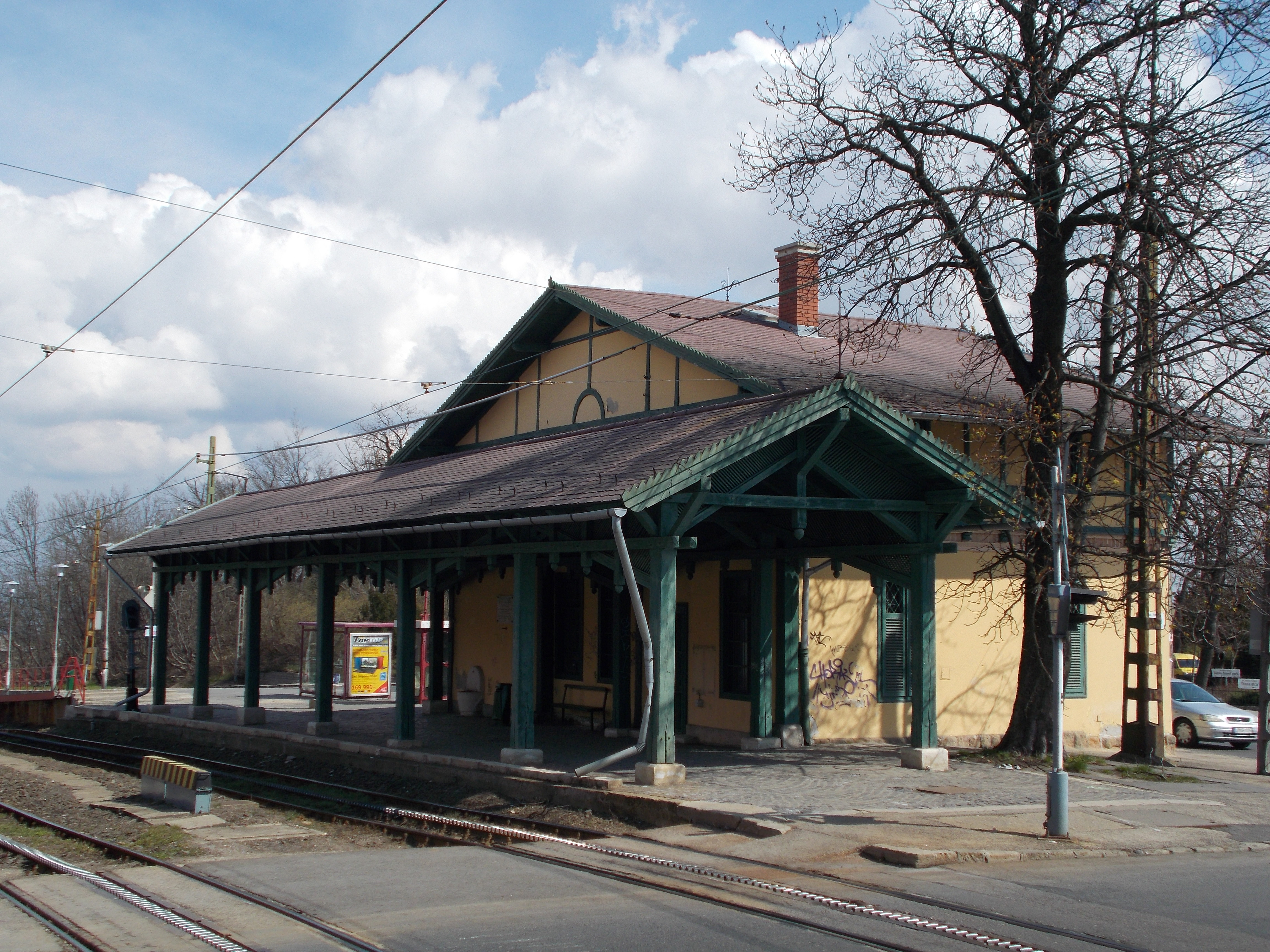
A fogaskerekű állomásának vágányok felöli oldala
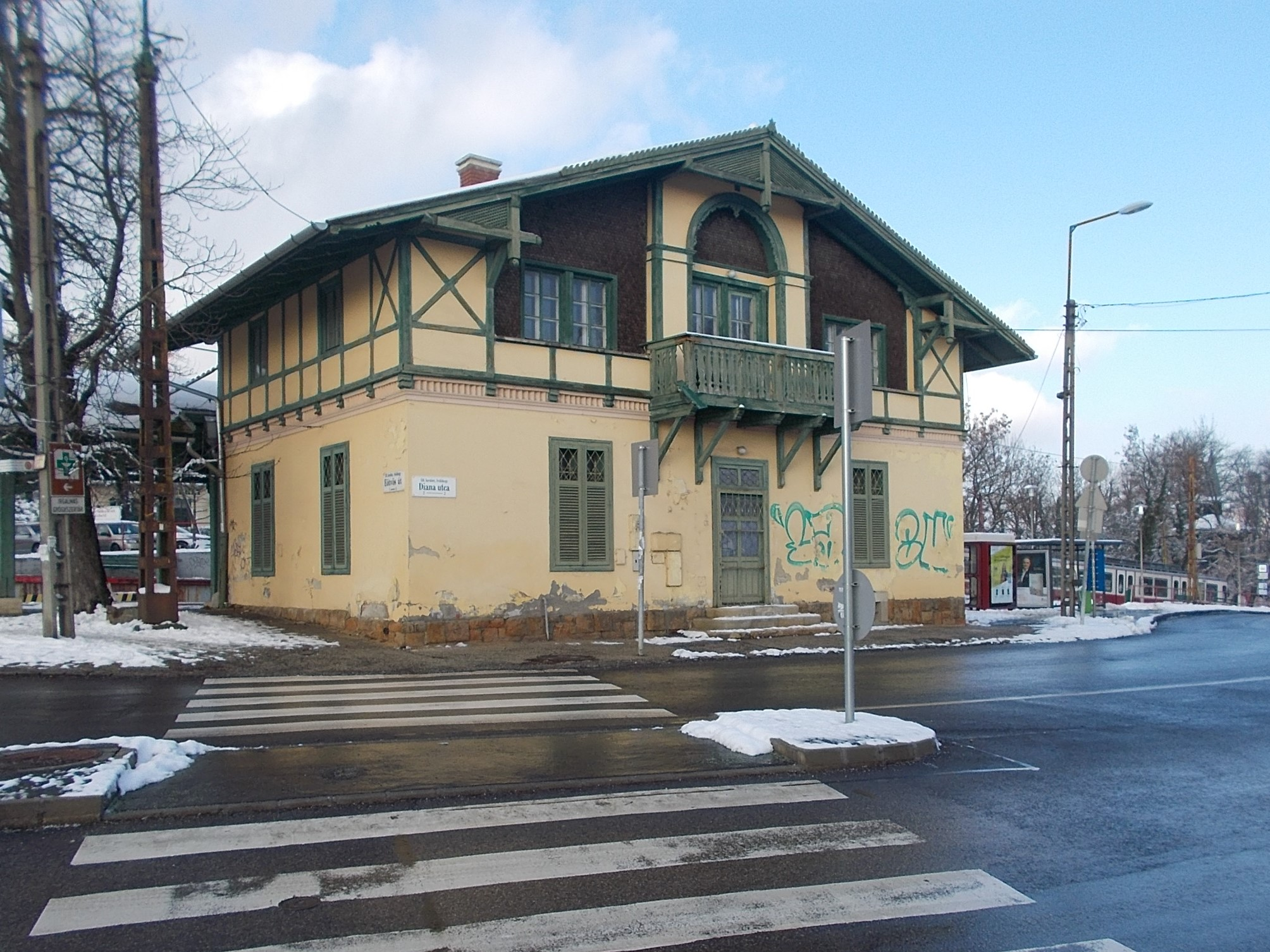
Az állomás utcafront felöli oldala
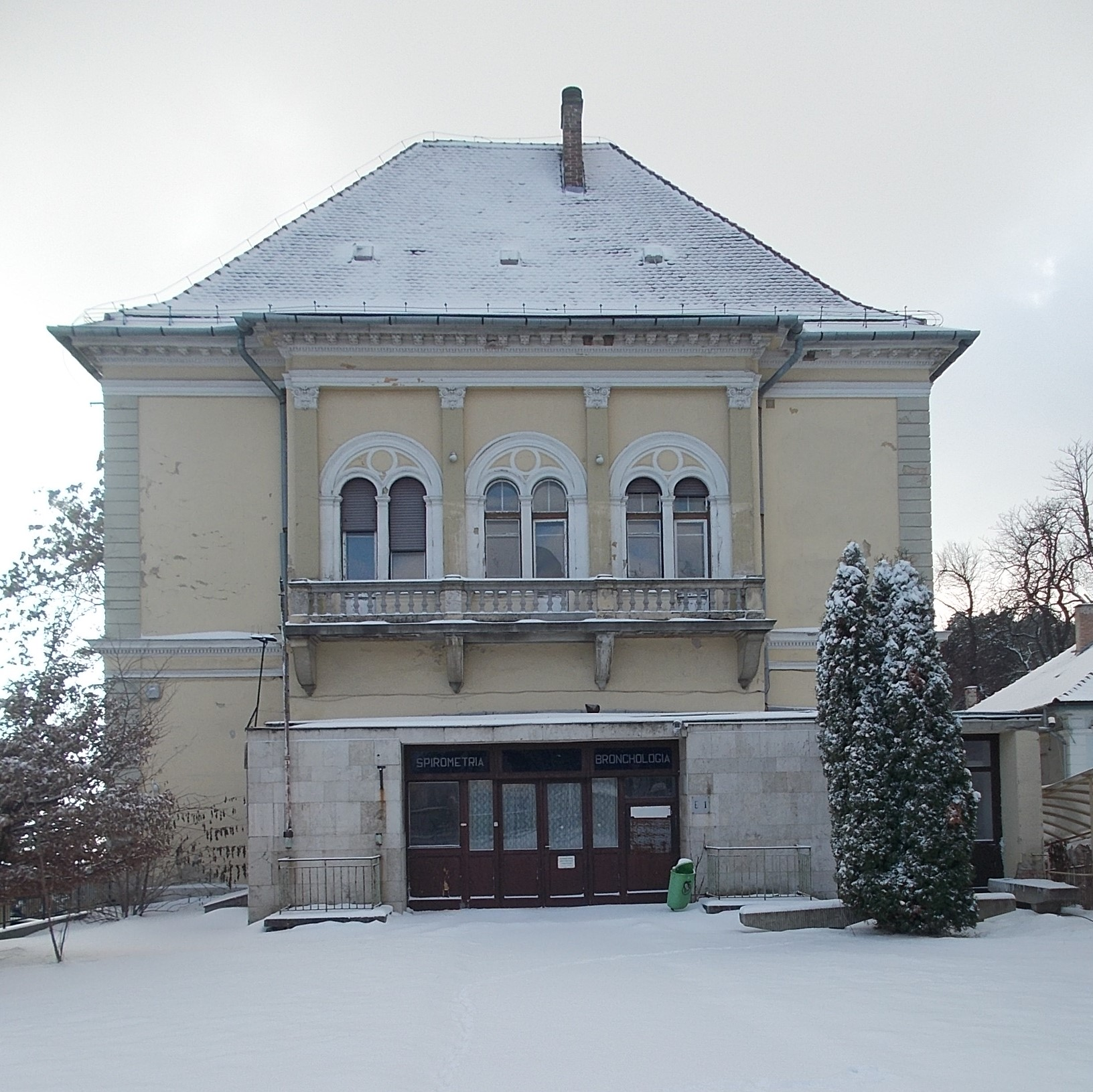
A Svábhegyi Nagyszálló épületében 1948-2007 között a Svábhegyi Országos Gyermekallergológiai, Pulmonológiai és Fejlődésneurológiai Intézet működött
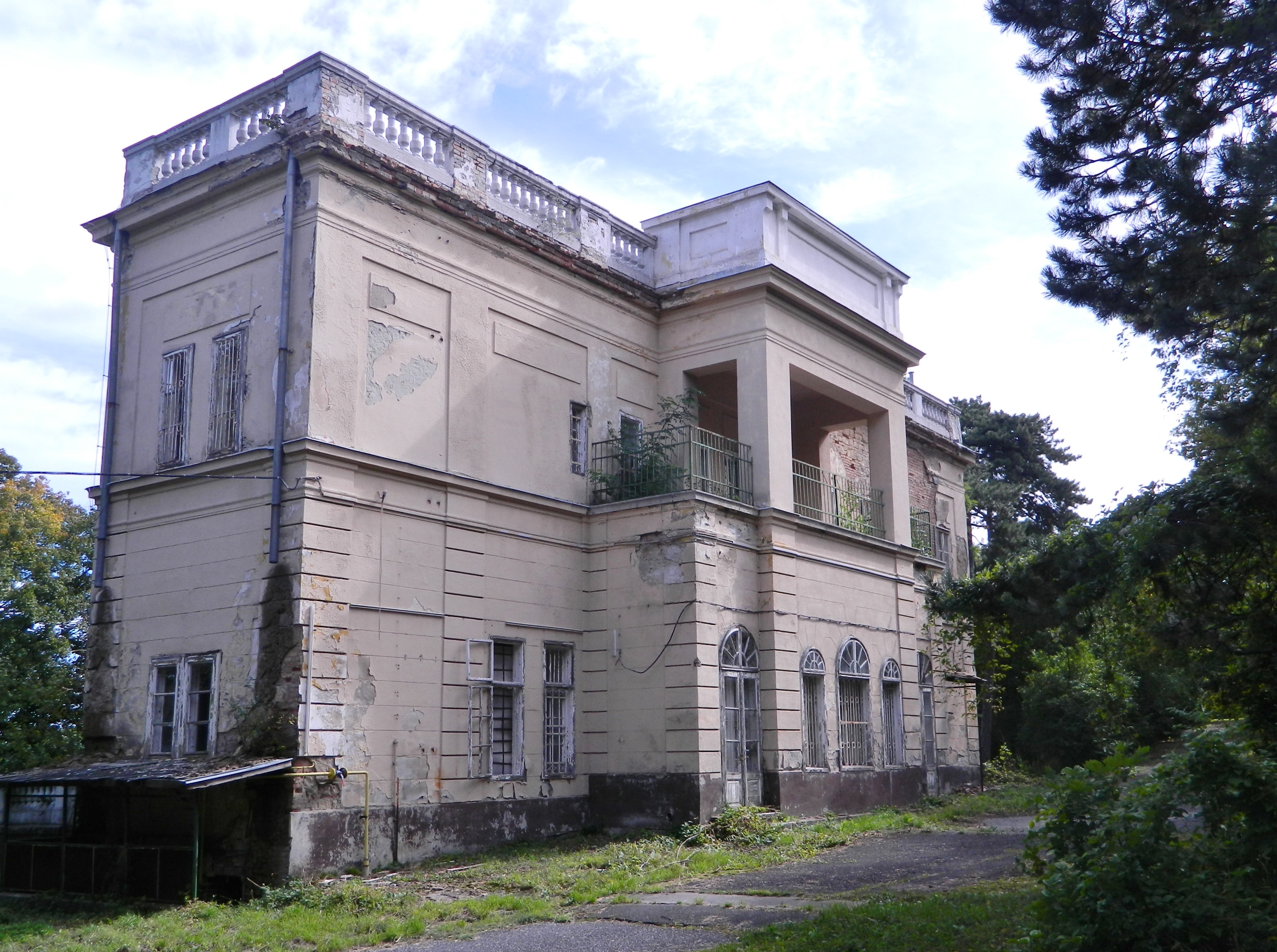
Frivaldszky–Mauthner–Pálffy-villa épületében 1948-2007 között szintén a Svábhegyi Országos Gyermekallergológiai, Pulmonológiai és Fejlődésneurológiai Intézet működött (a kertjében egy Tiborcz Istvánhoz közel álló vállalkozás nagymértékű környezetpusztítással lakóparkot épít[4])
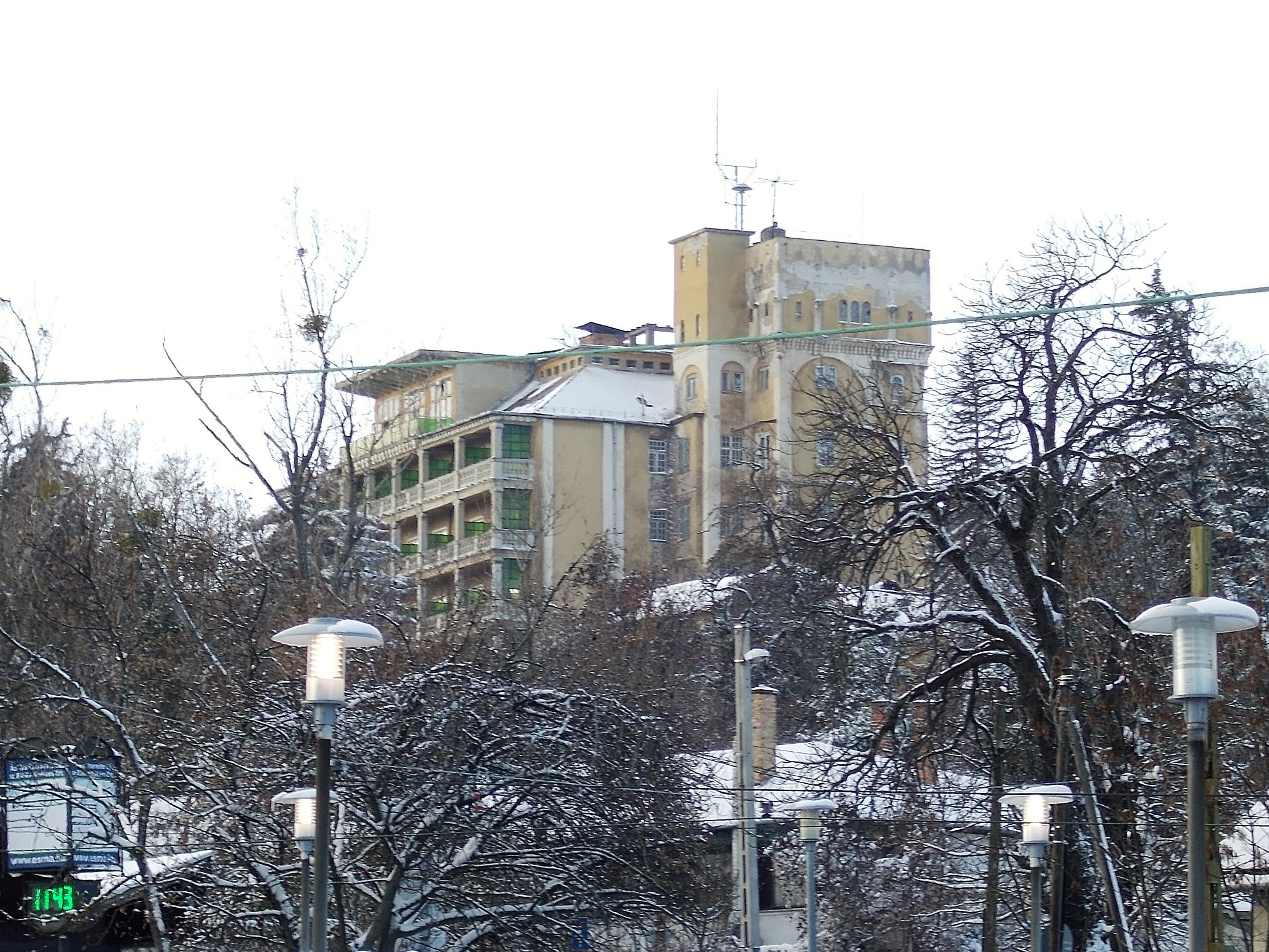
A Svábhegyi Szanatórium épületében 1979-1998 között a Semmelweis Egyetem III. számú Belgyógyászati Klinikája működött
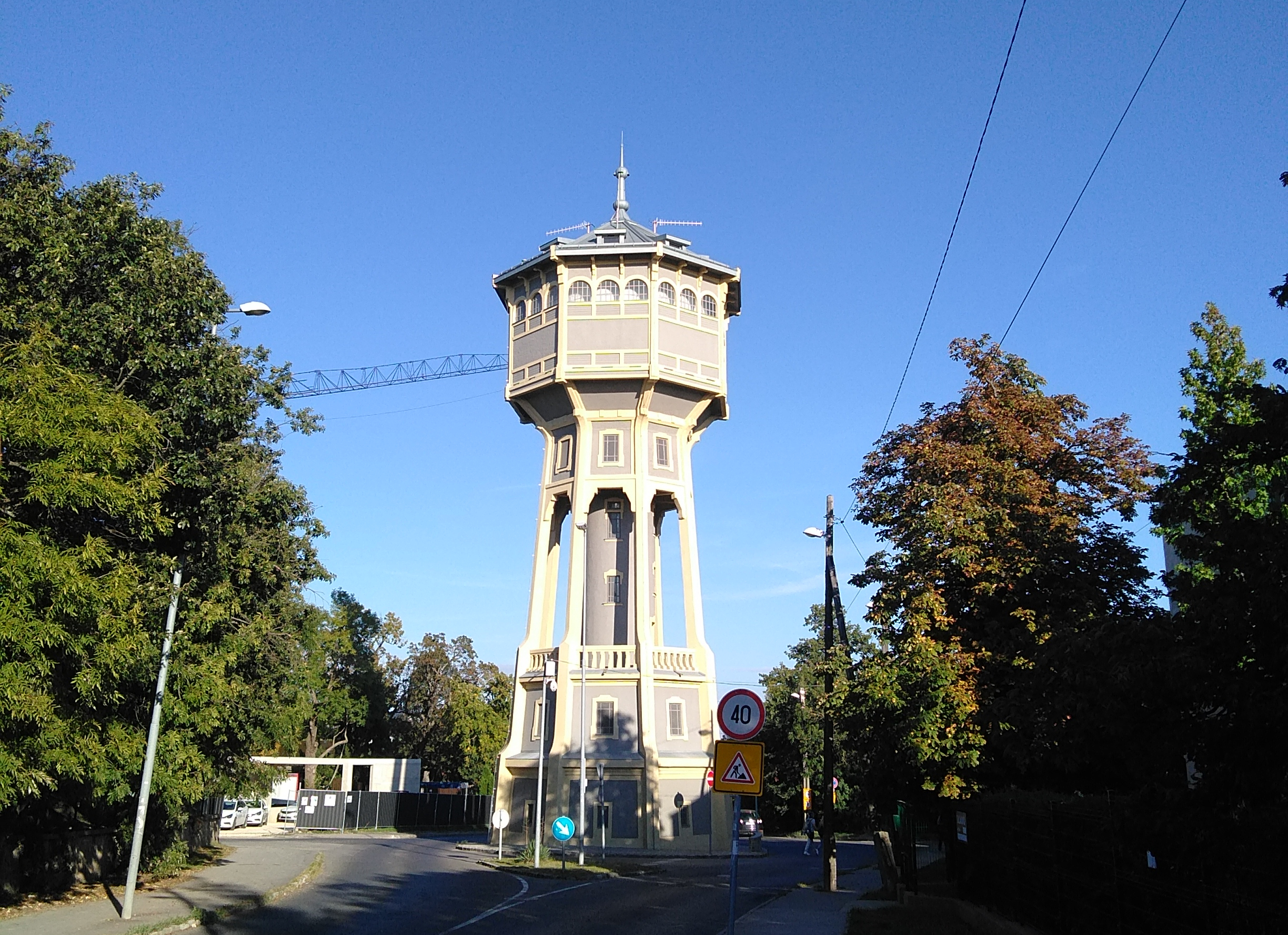
A Svábhegyi Víztorony az Eötvös út és a Fülemile út kereszteződésénél
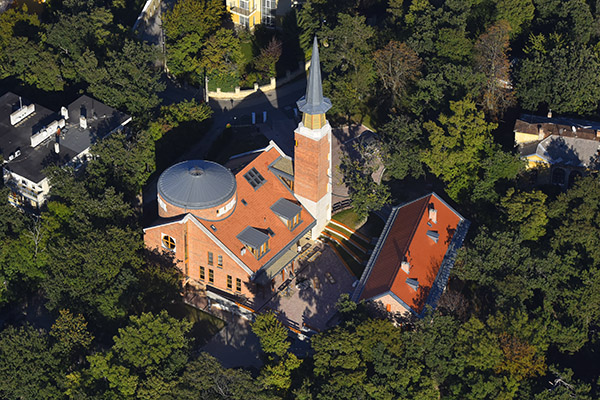
A Istenhegyi Református Templom légi felvételről I.
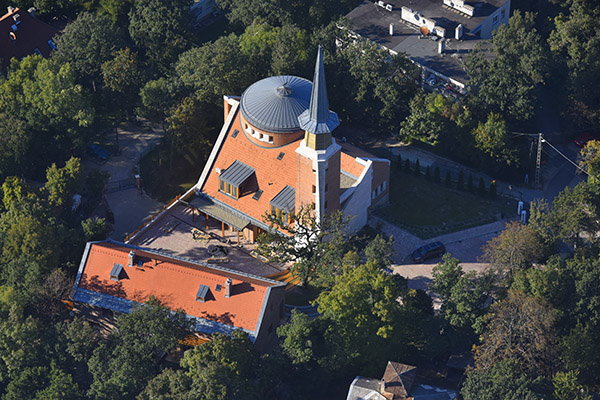
A templom légi felvételről II.